# Werner Kremm
Werner Kremm (n. 7 octombrie 1951, Sânnicolau Mare, regiunea Timișoara, actualul județ Timiș, Banat, România) este un publicist, traducător și editor de limba germană din România.

## Biografie
A absolvit liceul la Sânnicolau Mare, apoi a absolvit Facultatea de filologie, în promoția 1974. Între anii 1972 - 1975 Kremm a fost membru al Grupului de Acțiune Banat (Aktionsgruppe Banat) din care au mai făcut parte: Albert Bohn, Rolf Bossert, Johann Lippet, Gerhard Ortinau, Anton Sterbling, William Totok, Richard Wagner și Ernest Wichner. După arestarea lui Totok și interzicerea Grupului contestatarilor timișoreni de către autoritățile vremii (1975), Kremm a încetat să mai scrie literatură. El este singurul membru al Grupului care a rămas în România.  
În prezent lucrează la ziarul de limba germană "Allgemeine Deutsche Zeitung für Rumänien" (fostul "Neuer Weg"), în calitate de corespondent din Reșița și este redactor-șef al suplimentului săptămânal Neue Banater Zeitung.

## Traduceri
- Georg Hromadka: Scurtă cronică a Banatului montan (Traducere în limba română de Werner Kremm), 1995, ISBN 973-96858-4-6
- Michael Kunczik, Astrid Zipfel: Introducere în știința publicisticii și a comunicării, (Traducere: Rudolf Graf și Werner Kremm), Editura Presa Universitară Clujeană, 1998, ISBN 973-9354-38-6
- Harald Heppner: Austria și Principatele Dunărene (1774-1812). O contribuție la politica Sud-Est Europeană a Habsburgilor (Traducere: Rudolf Graf și Werner Kremm), Editura Presa Universitară Clujeană, 2000, ISBN 973-595-074-X
- Helmut Bonninghausen, Esther Golibrzuch, Rudolf Graf: Calea fierului din Banat : un proiect de dezvoltare regională pe baza turismului industrial (Traducere: Rudolf Graf și Werner Kremm), Editura InterGraf, 2000, ISBN 973-97258-3-
- Michael Dauderstadt: Turla bisericii și orizontul ei. Identitatea și granițele Europei, Traducerea Werner Kremm, Reșița, Editura Intergraf, 2000.
- Michael Kunczik: Război salvat : comunicarea în timpul războaielor (Traducere în limba română de Werner Kremm ; Fragmentele de text în limba engleză au fost traduse de Mariana Cernicova), Editura InterGraf, 2002, ISBN 973-97258-3-26.
- Deportarea germanilor din Banat în Uniunea Sovietică (Traducere în limba română de Sigrid Kuhn și Werner Kremm), Editura Cosmopolitan Art, 2023[3]